# Grayston Lynch
Grayston LeRoy Lynch (* 14. Juni 1923 in Gilmer; † 10. August 2008 in Tampa) war ein US-amerikanischer Soldat und CIA-Offizier.
Er war einer von zwei CIA-Offizieren, welche die Einheiten der US-amerikanischen Armee während der Schweinebucht-Invasion befehligten. Der zweite Offizier war William Robertson.

## Leben
Vor der Invasion war Lynch im 2. Weltkrieg am D-Day beteiligt und wurde dabei verwundet. Auch wurde Lynch in der Ardennenoffensive auf US-amerikanischer Seite eingesetzt. Weiter diente der Soldat in der Schlacht von Heartbreak Ridge im Koreakrieg. Er absolvierte auch Einsätze in Laos als Teil der USASFC. Lynch kam 1960 zur CIA und nahm dort dann auch an der Schweinebuchtinvasion teil.
Nach der Schweinebuchtinvasion war er noch an 2126 Geheimdienstoperationen der CIA beteiligt, welche alle Kuba infiltrierten. Bei 113 Operationen war Lynch direkt beteiligt. 1971 verließ er die CIA und wurde Drogenermittler auf Bundesebene.

## Veröffentlichungen
- Decision for Disaster. Betrayal at the Bay of Pigs. 1998, ISBN 978-1-57488-237-7.